# Tsukijishijō (metropolitana di Tokyo)
La Stazione di Tsukijishijō (築地市場駅?, Tsukijishijō-eki) è una stazione della Metropolitana di Tokyo, si trova nel quartiere di Chūō, nelle vicinanze del grande mercato ittico di Tsukiji. La stazione è servita dalla linea Ōedo della Toei.

## Stazioni adiacenti
| «          | Servizio   | »          |
| Linea Ōedo | Linea Ōedo | Linea Ōedo |
| ---------- | ---------- | ---------- |
| Kachidoki  | -          | Shiodome   |